# Humberto Ribeiro
Humberto Ribeiro, atacante que chegou ao Fortaleza em 1919 e se destacou na década de 1920.
Campeão Cearense em 1920, 1921, 1923, 1924, 1926, 1927 e 1928, sendo artilheiro do estadual nos anos de 1919, 1920, 1927 e 1928.
Jogou por 10 temporadas (1919-1929) pelo Fortaleza, sendo 46 jogos (26 oficiais), com 42 gols (22 oficiais).[carece de fontes?]

## História

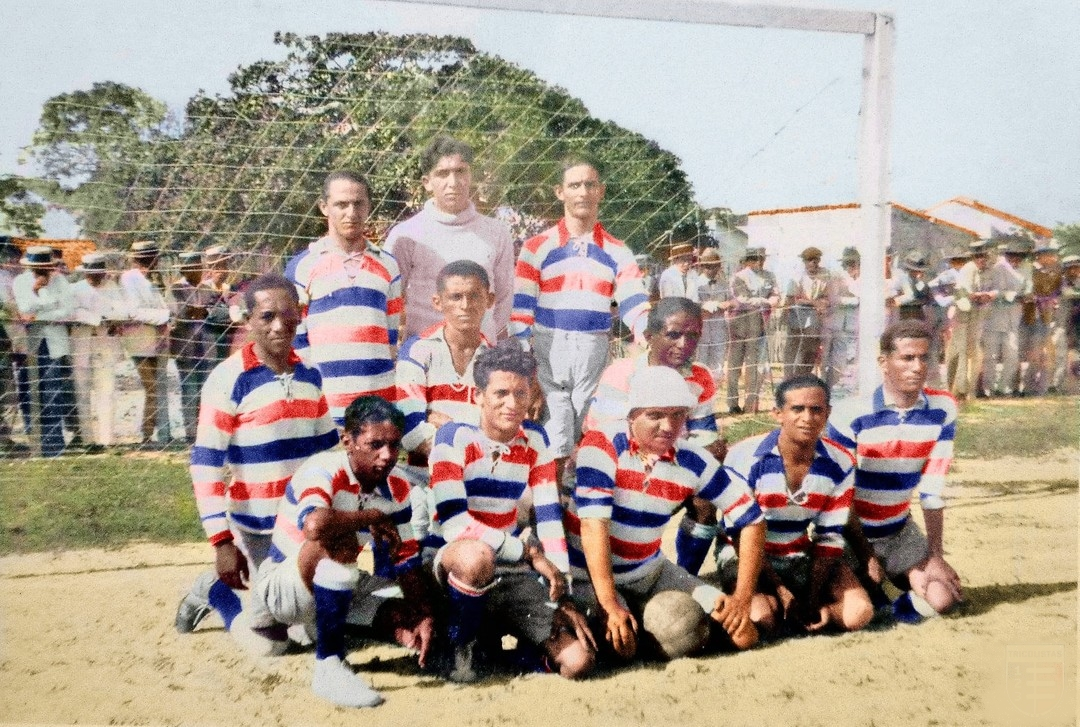
Humberto Ribeiro, terceiro da fila de baixo

Em 1927, pelo campeonato cearense, Humberto Ribeiro participou da maior goleada do Clássico-Rei, em que o Fortaleza aplicou um 8 a 0 sobre o seu maior adversário. Entre os que marcaram os gols, temos: Hildebrando (3), Pirão (2), Xixico, Humberto e Juracy. Em 1928, o Fortaleza foi campeão invicto do campeonato cearense, com o Humberto Ribeiro sendo o artilheiro da competição com 12 gols.

## Títulos

#### Fortaleza Esporte Clube
- Campeonato Cearense: 1920, 1921, 1923, 1924, 1926, 1927 e 1928[5]

### Artilharias
- Campeonato Cearense: 1919[carece de fontes?]; 1920 (11 gols)[6]; 1927 (9 gols)[6]; 1928 (12 gols)[6]